# 小行星4526
小行星4526（英語：4526 Konko）是一颗围绕太阳公转的小行星。1982年5月22日，香西洋树、古川麒一郎在木曾町发现了此天体。
这颗小行星的绝对星等为100.58247等。